# All That She Wants
«All That She Wants» —en español: «Todo lo que ella quiere»— es una canción interpretada por el grupo pop sueco Ace of Base. Fue lanzada como segundo sencillo del álbum Happy Nation de 1992, y luego incluida en el álbum The Sign. Alcanzó el número 1 en muchos países europeos y en EE. UU. llegó al puesto 2 del Hot 100 (y el 1 en "U.S. Billboard Top 40 Mainstream"). Vendió más de 30 millones de copias mundialmente, contando más de un millón en Estados Unidos (Platino) y más de 600 000 en Reino Unido (Platino).

## Video musical
Un video musical dirigido por Matt Broadley fue producido para promocionar "All That She Wants". Fue rodado con un bajo presupuesto de aproximadamente 3 mil dólares en la ciudad de Copenhague en una sola jornada y dos tomas, en tonalidad sepia. El papel principal lo encarna la actriz danesa y cantautor Christiane Bjørg Nielsen, quien accediera que fuera grabado en su apartamento. La trama reproduce el contenido de la letra: Nielsen es una mujer que se prepara para salir y conquistar un hombre y llevarlo a su casa, mientras la banda toca en su apartamento. Entre tanto, la banda toca la canción en la misma locación y al mismo tiempo que la actriz la circula.

## Ediciones
Reino Unido CD Sencillo
1. «All That She Wants» (Radio Edit)
2. «All That She Wants» (12" Versión)
3. «All That She Wants» (Banghra Version)
4. «All That She Wants» (Madness Version)

 Estados Unidos CD sencillo
1. «All That She Wants» – 3:31
2. «All That She Wants» (Extended Single/Dub Version) – 7:56
3. «All That She Wants» (Banghra Version) – 4:15
4. «All That She Wants» (12" Versión) – 4:46

 Australia CD sencillo
1. «All That She Wants» (Radio Edit)
2. «Fashion Party»

## Lista y certificaciones
| Lista (1992–1993)                             | Máxima posición |
| --------------------------------------------- | --------------- |
| Alemania (Media Control Charts)               | 1               |
| Australia (ARIA)                              | 1               |
| Austria (Ö3 Austria Top 40)                   | 1               |
| Bélgica (VRT Top 30 Flanders)                 | 1               |
| Canadá (RPM)                                  | 1               |
| Dinamarca (IFPI)                              | 1               |
| Finlandia (Suomen virallinen lista)           | 3               |
| Francia (SNEP)                                | 2               |
| Irlanda (IRMA)                                | 2               |
| Italia (FIMI)                                 | 1               |
| Países Bajos (Dutch Top 40)                   | 4               |
| Nueva Zelanda (RIANZ)                         | 3               |
| Noruega (VG-lista)                            | 2               |
| España (AFYVE)                                | 1               |
| Suiza (Schweizer Hitparade)                   | 1               |
| Suecia (Sverigetopplistan)                    | 3               |
| Reino Unido (The Official Charts Company)     | 1               |
| Estados Unidos (Billboard Hot 100)            | 2               |
| Estados Unidos (Billboard Top 40 Mainstream)  | 1               |
| Estados Unidos (Billboard Rhythmic Top 40)    | 4               |
| Estados Unidos (Billboard Adult Contemporary) | 22              |
| Estados Unidos (Billboard Modern Rock Tracks) | 17              |

| Lista (1993)                         | Posición |
| ------------------------------------ | -------- |
| Australia (Australian Singles Chart) | 9        |
| Austria (Austrian Singles Chart)     | 2        |
| Países Bajos (Dutch Top 40)          | 4        |
| Suiza (Swiss Singles Chart)          | 3        |
| Estados Unidos (Billboard Hot 100)   | 51       |
| Lista (1994)                         | Posición |
| Estados Unidos (Billboard Hot 100)   | 9        |

| Lista (1990–1999)                  | Posición |
| ---------------------------------- | -------- |
| Estados Unidos (Billboard Hot 100) | 70       |

| País           | Certificación | Dato                    | venta     |
| -------------- | ------------- | ----------------------- | --------- |
| Austria        | Oro           | 14 de abril de 1993     | 15 000+   |
| Francia        | Oro           | 1993                    | 250 000+  |
| Alemania       | 3x Oro        | 1994                    | 750 000   |
| Reino Unido    | Platino       | 1993                    | 604 000   |
| Estados Unidos | Platino       | 11 de diciembre de 1993 | 1 000 000 |

## Historial de lanzamientos
| País           | Fecha                   | Sello(s) |
| -------------- | ----------------------- | -------- |
| Dinamarca      | 31 de agosto de 1992    | Mega     |
| Suecia         | 16 de noviembre de 1992 | Mega     |
| Reino Unido    | 1 de mayo de 1993       | London   |
| Estados Unidos | 27 de agosto de 1993    | Arista   |

## Otras versiones
- Britney Spears grabó una versión de la canción para su quinto álbum de estudio "Blackout" (2007), pero finalmente no quedó en la selección final de material y se filtró por internet. La versión de Spears tiene un estilo menos movido y con tonos más bajos.
- La cantante cubano-estadounidense Camila Cabello sampleó a "All That She Wants" en "Liar", perteneciente a su próximo segundo álbum, "Romance" (2019).
- El cantante de reggaeton DKB grabó una versión en español de "All That She Wants" en 2014, llamada "Ella Lo Que Quiere", cuya letra original fue modificada y adaptada al género. Versión autorizada por los integrantes de AOB. https://es.wikipedia.org/wiki/DKB_(cantante)
- El trío británico The Wytches grabó una versión más Grunge y con menos letra.

## Sucesión en listas
| Predecesor: "I Will Always Love You" de Whitney Houston               | German Media Control Charts — Sencillo Nro 1 5 de marzo de 1993 – 23 de abril de 1993                      | Sucesor: "Informer" de Snow                   |
| Predecesor: "No Limit" de 2 Unlimited                                 | Ö3 Austria Top 40 — Sencillo Nro 1 28 de marzo de 1993 – 2 de mayo de 1993                                 | Sucesor: "What Is Love" de Haddaway           |
| Predecesor: "No Limit" de 2 Unlimited                                 | Schweizer Hitparade — Sencillo Nro 1 25 de abril de 1993 – 2 de mayo de 1993                               | Sucesor: "Informer" de Snow                   |
| Predecesor: "Five Live" de George Michael & Queen con Lisa Stansfield | UK Singles Chart — Sencillo Nro 1 16 de mayo de 1993 – 30 de mayo de 1993                                  | Sucesor: "Can't Help Falling in Love" de UB40 |
| Predecesor: "Mr. Vain" de Culture Beat                                | Listas musicales de Australia — Sencillo Nro 1 6 de noviembre de 1993 – 20 de noviembre de 1993            | Sucesor: "Please Forgive Me" de Bryan Adams   |
| Predecesor: "No Rain" de Blind Melon                                  | Canadian Recording Industry Association — Sencillo Nro 1 20 de noviembre de 1993 – 27 de noviembre de 1993 | Sucesor: "Please Forgive Me" de Bryan Adams   |